# Robert Auguste

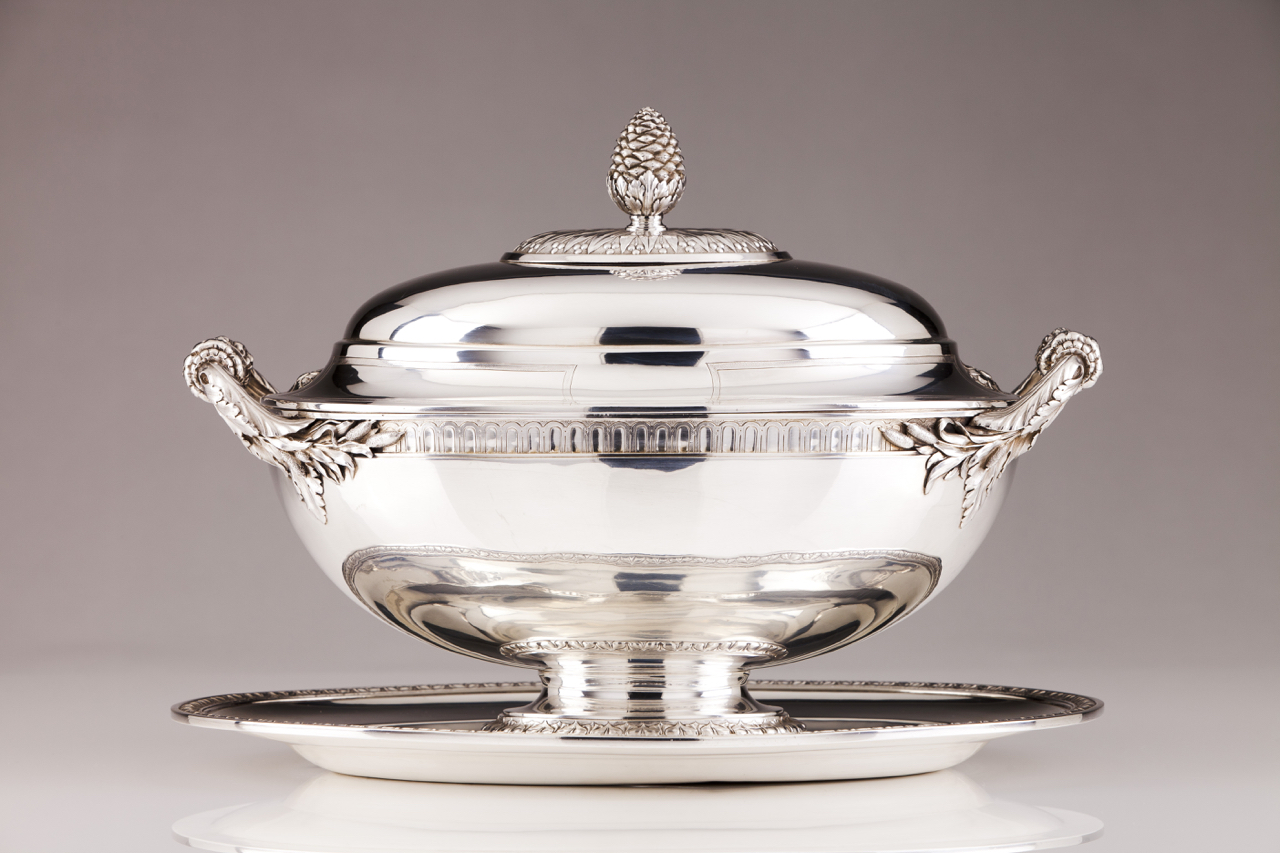
Sopera de plata (1784)

Robert-Joseph Auguste (Mons, 1723–París, 1805) fue un escultor y orfebre francés de estilo Luis XVI.

## Biografía
Fue alumno de François-Thomas Germain. Alcanzó la categoría de maestro en 1757. Sucedió a Jacques Roettiers como grabador general de monedas. Trabajó para el rey y varios miembros de la aristocracia, como la marquesa de Pompadour. En 1774 elaboró el trono, la corona, el cáliz y otros objetos para la coronación de Luis XVI, hoy destruidos.
Se le conoce especialmente por su platería, sobre todo servicios de mesa, como los realizados en 1768 para la monarquía danesa o en 1775 para Gustavo III de Suecia. También hizo vajillas para el rey de Portugal y para Catalina II de Rusia, caracterizadas por su elegancia y refinamiento, con una ornamentación no muy recargada.
En el Museo de Lisboa se conservan dos enfriaderas de 1778, adornadas con cabezas de cordero en relieve bajo las asas y unas guirnaldas de vid que encuadran el vaso. También es de destacar una sopera de 1784 adornada con hojas de roble y medallones en relieve, con una cabeza de jabalí en la tapa, conservada en el Museo Nissim de Camondo de París.
En 1788 fue nombrado gerente de la ceca de París.
Su hijo Henri Auguste fue también orfebre.